# عنكبوت صياد نانجياني
عنكبوت صياد نانجياني (الاسم العلمي:Eusparassus nanjianensis) هو نوع من العنكبوتيات يتبع جنس العنكبوت الصياد من فصيلة العناكب الصيادة.